# 리처드 페티

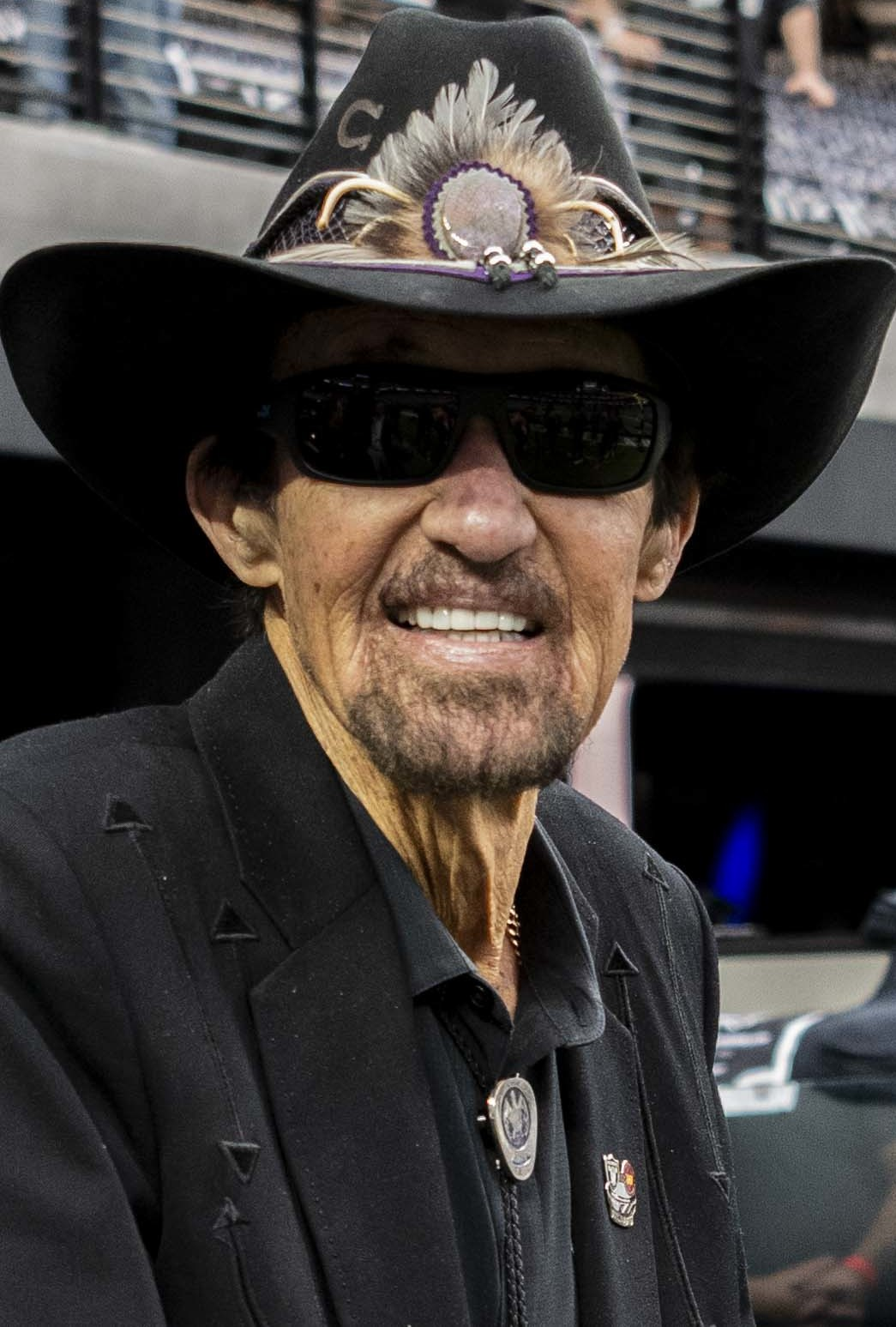
얼리전트 스타디움에서의 2021년 모습

리처드 페티(Richard Petty, 별명: The King, 본명: 리처드 리 페티, Richard Lee Petty, 1937년 7월 2일 ~ )는 1958년부터 1992년까지 이전 NASCAR 그랜드 내셔널 및 위스턴 컵 시리즈(현재의 [[NASCAR 컵 시리즈]에 해당)에서 경쟁한 미국의 전 스톡 카 레이싱 드라이버이다. 가장 주목할만한 것은 페티 엔터프라이즈(Petty Enterprises)의 No. 43 플리머스/폰티액을 운전하는 것이다. 그는 페티 경주 가족의 일원이다. 그는 컵 시리즈 챔피언십에서 7번 우승한 최초의 드라이버였으며(이 기록은 현재 데일 언하르트 및 지미 존슨과 공동 기록), 그의 커리어 동안 기록적인 200개의 레이스에서 우승했다. 여기에는 데이토나 500에서 기록적인 7번의 우승과 한 시즌(1967년)에 기록적인 27개의 레이스 우승이 포함되었다.
그는 통계적으로 NASCAR 역사상 가장 뛰어난 드라이버로서 모터스포츠에서 폭넓은 존경을 받고 있으며 컵 시리즈의 팀 오너(GMS Racing)이자 페티스 차고(Petty's Garage, 자동차 복원 및 수정 작업장)의 오너이며 이 장소는 노스캐롤라이나주 레벨 크로스에 있다. 35년의 경력 동안 페티는 1971년부터 1989년까지 513번의 연속 선발 등판을 포함하여 기록적인 1,184번의 선발 등판에서 기록적인 수의 폴(123개)과 700개 이상의 상위 10위 안에 들었다. 페티는 500번째 레이스 출발에서 우승한 첫 번째 드라이버였다. 2013년에 매트 켄세스(Matt Kenseth)와 합류했다. 그는 2010년에 NASCAR 명예의 전당의 첫 번째 명예의 전당에 입성했다.
리차드 페티 박물관은 이전에 노스캐롤라이나 주 랜들맨 인근에 있었지만 2014년 3월 레벨 크로스의 원래 위치로 다시 이전했다.
페티는 또한 디즈니의 애니메이션 영화인 카와 카 3: 새로운 도전에서 목소리를 냈으며 부분적으로 자신을 기반으로 한 캐릭터인 더 킹(The King)을 연기했다.